# Kościół Matki Bożej Różańcowej w Radówku
Kościół pw. Matki Bożej Różańcowej w Radówku – rzymskokatolicki kościół filialny w Radówku, w powiecie słubickim, w województwie lubuskim. Należy do dekanatu Rzepin w diecezji zielonogórsko-gorzowskiej.